# Zhao Hongbo
Zhao Hongbo (chin. upr. 赵宏博, chin. trad. 趙宏博, pinyin Zhào Hóngbó; ur. 22 września 1973 w Harbinie) – chiński łyżwiarz figurowy, startujący w parach sportowych z Shen Xue. Mistrz olimpijski z Vancouver (2010), dwukrotny medalista olimpijski z Salt Lake City i Turynu (2002, 2006) i uczestnik igrzysk olimpijskich w Nagano (1998), 3-krotny mistrz świata (2002, 2003, 2007), 3-krotny mistrz czterech kontynentów (1999, 2003, 2007), 6-krotny zwycięzca finału Grand Prix (1998, 1999, 2003, 2004, 2006, 2009) oraz 8-krotny mistrz Chin (1993, 1994, 1996–1999, 2001, 2002). Zakończył karierę amatorską 17 lutego 2010.
Zhao Hongbo i jego partnerka sportowa Shen Xue pobrali się w 2007 roku. 3 września 2013 roku na świat przyszła ich córka.

## Osiągnięcia
Z Shen Xue
| Zawody                           | 92–93          | 93–94          | 94–95          | 95–96          | 96–97          | 97–98          | 98–99          | 99–00          | 00–01          | 01–02          | 02–03          | 03–04          | 04–05          | 05–06          | 06–07          | 09–10          |                |
| Międzynarodowe                   | Międzynarodowe | Międzynarodowe | Międzynarodowe | Międzynarodowe | Międzynarodowe | Międzynarodowe | Międzynarodowe | Międzynarodowe | Międzynarodowe | Międzynarodowe | Międzynarodowe | Międzynarodowe | Międzynarodowe | Międzynarodowe | Międzynarodowe | Międzynarodowe | Międzynarodowe |
| -------------------------------- | -------------- | -------------- | -------------- | -------------- | -------------- | -------------- | -------------- | -------------- | -------------- | -------------- | -------------- | -------------- | -------------- | -------------- | -------------- | -------------- | -------------- |
| Igrzyska olimpijskie             |                |                |                |                |                | 5              |                |                |                | 3              |                |                |                | 3              |                | 1              |                |
| Mistrzostwa świata               |                | 21             |                | 15             | 11             | 4              | 2              | 2              | 3              | 1              | 1              | 2              | WD             |                | 1              |                |                |
| Mistrzostwa czterech kontynentów |                |                |                |                |                |                | 1              |                | 2              |                | 1              |                |                |                | 1              |                |                |
| GP Finał Grand Prix              |                |                |                |                |                | 4              | 1              | 1              | 3              | 3              | 2              | 1              | 1              |                | 1              | 1              |                |
| GP Nations Cup                   |                |                |                |                |                |                |                | 3              | 1              | 1              |                |                |                |                |                |                |                |
| GP Cup of China                  |                |                |                |                |                |                |                |                |                |                |                | 1              | 1              |                | 1              | 1              |                |
| GP NHK Trophy                    |                | 6              |                |                | 4              | 1              | 2              | 4              | 1              | 1              | 1              |                |                |                | 1              |                |                |
| GP Cup of Russia                 |                |                |                |                |                |                | 2              | 2              | 2              |                | 1              |                |                |                |                |                |                |
| GP Skate America                 |                |                |                |                |                |                |                |                | 2              |                |                |                |                |                |                | 1              |                |
| GP Skate Canada International    |                |                |                |                |                |                | 1              |                |                |                |                | 2              | 1              |                |                |                |                |
| GP Trophée Eric Bompard          |                |                |                |                | 5              | 3              |                |                |                |                |                |                | 1              |                |                |                |                |
| Zimowa Uniwersjada               |                |                |                |                | 1              |                |                |                |                |                |                |                |                |                |                |                |                |
| Zimowe igrzyska azjatyckie       |                |                |                | 1              |                |                | 1              |                |                |                | 1              |                |                |                | 1              |                |                |

## Nagrody i odznaczenia
- Światowa Galeria Sławy Łyżwiarstwa Figurowego – 2017[3]